# Dmitri Mandrîcenco
Dmitri Mandrîcenco (ur. 13 maja 1997 w Tyraspolu) – mołdawski piłkarz, występujący na pozycji pomocnika w klubie Dinamo Batumi. Posiada również ukraińskie obywatelstwo. W trakcie swojej kariery grał między innymi w klubach Dinamo-Auto Tyraspol, Sfîntul Gheorghe, Iberia 1999, Motor Lublin oraz Inhułeć Petrowe.

## Kariera reprezentacyjna
Dmitri Mandrîcenco reprezentował Mołdawię w młodzieżowych reprezentacjach U17, U19 oraz U21. W seniorskiej reprezentacji zadebiutował 18 stycznia 2022 w meczu przeciwko Ugandzie. W tym meczu rozegrał 54 minuty oraz zdobył gola. Łącznie w seniorskiej kadrze reprezentacji wystąpił pięć razy, w tym dwukrotnie znalazł się w wyjściowym składzie.

## Statystyki
| Sezon   | Klub                 | Liga              | Mecze | Gole |
| ------- | -------------------- | ----------------- | ----- | ---- |
| 2015/16 | Dinamo-Auto Tyraspol | Divizia Natională | 5     | 1    |
| 2016/17 | Spicul Chișcăreni    | Super Liga        | 9     | 2    |
| 2017/18 | Sfîntul Gheorghe     | Super Liga        | 9     | 2    |
| 2018/19 | Sfîntul Gheorghe     | Super Liga        | 9     | 0    |
| 2019/20 | Sfîntul Gheorghe     | Super Liga        | 24    | 6    |
| 2020/21 | Sfîntul Gheorghe     | Super Liga        | 19    | 5    |
| 2021    | Iberia 1999          | Erovnuli Liga     | 33    | 9    |
| 2021/22 | Motor Lublin         | II liga           | 8     | 0    |
| 2022/23 | Inhułeć Petrowe      | Premier liha      | 0     | 0    |
| 2023    | Dainava Olita        | A lyga            | 8     | 1    |
| 2024    | Dainava Olita        | A lyga            | 18    | 0    |

| Lp. | Data       | Miasto  | Przeciwnik       | Gol | Wynik       | Rozgrywki          |
| --- | ---------- | ------- | ---------------- | --- | ----------- | ------------------ |
| 1.  | 18.01.2022 |         | Uganda           | Gol | 2:3         | towarzyski         |
| 2.  | 21.01.2022 | Antalya | Korea Południowa |     | 0:4         | towarzyski         |
| 3.  | 29.03.2022 | Astana  | Kazachstan       |     | 4:5 po r.k. | Baraż Ligi Narodów |
| 4.  | 03.06.2022 | Vaduz   | Liechtenstein    |     | 2:0         | Liga Narodów UEFA  |
| 5.  | 06.06.2022 | Andora  | Andora           |     | 0:0         | Liga Narodów UEFA  |

## Życie prywatne
Mandrîcenco pochodzi z piłkarskiej rodziny. Jego brat jest piłkarzem, a w przeszłości piłkarzami byli jego ojciec oraz wujek.